# Robert Selbie Clark
Robert Selbie Clark (11 de Setembro de 1882 – 29 de Setembro de 1950) foi um zoólogo e explorador escocês. Fez parte da Expedição Transantártica Imperial, de Sir Ernest Shackleton (1914–1917), na função de biólogo, e foi director do Laboratório Marítimo do Departamento Escocês, em Torry, Aberdeen.

## Biografia
Robert Clark nasceu em 11 de Setembro de 1882 em Aberdeen, filho de William Clark. Frequentou a Escola de Gramática de Aberdeen Grammar School e a seguir a Universidade de Aberdeen, onde se licenciou em 1908. Em 1911, tornou-se zoólogo do Laboratório Oceanográfico Escocês, em Edimburgo, até ser nomeado para naturalista no Laboratório Marinho de Plymouth, em 1913. Enquanto trabalhou no Laboratório Oceanográfico Escocês, trabalhou com algumas das amostras que William Speirs Bruce tinha trazido da sua Expedição Nacional Antártica Escocesa de 1902–04.
Praticava desporto, nomeadamente golfe e pesca-à-linha, e foi seleccionado para jogar críquete  pela Escócia, em 1912.
Depois de ter feito parte da Expedição Transantártica Imperial, Clark regressou à Escócia onde casou com Christine Ferguson. Prestou serviço como Tenente na Reserva da Marinha Real, como sapador-mineiro durante a Primeira Guerra Mundial, regressando a Plymouth em 1919 depois da guerra. As suas qualidades como desportista, levaram-no a ser seleccionado, de novo, a jogar críquete pela Escócia em 1924. Em 1925, doutorou-se em Ciências e, no mesmo ano, é nomeado para director do Laboratório de Pesquisa de Pescas em Torry, Aberdeen. Em 1934, assume a função de Superintendente de Investigações Científicas na Agência de protecção das Pescas da Escócia. Reformou-se em 1948, morrendo dois anos mais tarde.